# ゴールドマン・サックス・タワー
ゴールドマン・サックス・タワー（英語: Goldman Sachs Tower、30 Hudson Street）は、アメリカ合衆国ニュージャージー州ジャージーシティにある、超高層ビルである。高さは283メートルで42階建てとなっている。また、ニュージャージー州で2番目に高い建築物である。

## 概要
設計者はペトロナス・ツインタワーなどの設計で知られるシーザー・ペリが担当した。2001年に着工し、2004年に竣工した。
タワーはハドソン川に面して立っており、川越しにマンハッタンを望むことができる。
タワーの目の前にはハドソン・バーゲン・ライトレールのエセックスストリート駅およびエクスチェンジプレイス駅があり、容易にアクセスできるようになっている。また、近くにはパストレインの駅もある。
タワーの中層部フロアは世界最大級の投資銀行グループ、ゴールドマン・サックスのオフィスとなっている。そのほか、カフェやフィットネスセンター、銀行が低層階に入居している。
ゴールドマン・サックスは、当初このタワーをトレーニングセンターや大学、ホテルなどが入居した総合タワーとして利用しようと計画していた。しかし、グループ企業の多くはウォール街からの移転を嫌ったため、実際の稼働率はあまり良好ではなく、2008年初めごろでは上層部の13階分は空室となっている。
なお、実際には住宅部門、テクノロジー部門、統括部門の従業員を中心に、約4000人が当タワーへと移動した。
現在、ハドソン川の西岸に当たるジャージーシティのエクスチェンジプレイス付近はゴールドコーストと呼ばれ、住宅や商業施設、オフィスなどが立ち並ぶ土地として開発が進められており、当タワーはそのランドマークとも呼べる存在である。
当ビルはウォール街の家賃高騰に対応するために建設された。2008年以降は金融危機により家賃は下落傾向にあるが、それまで多くの金融機関は家賃高騰に耐えかねミッドタウンやマンハッタンに隣接するニュージャージ州などにオフィスを移転していた。ミッドタウンの立地はそれほど悪くないが、ニュージャージは貧乏臭いイメージと治安の悪さから多くの金融マンに嫌われていた。ゴールドマン・サックスは社員のニュージャージー嫌いに対応するために当ビルの建設に踏み切った。ゴールドマン・サックスに読みどおり竣工した2004年以降不動産価格は急騰。金額は明らかにされていないが家賃を節約し、多額の含み益を有していたとされる。しかしニュージャージーを代表する高層ビルにもかかわらず相変わらず社員には不人気で、幹部の多くは当ビルへの訪問すら嫌っているとされ、花形部門は相変わらずウォール街の本社に配置されている。

## 新タワーの建設

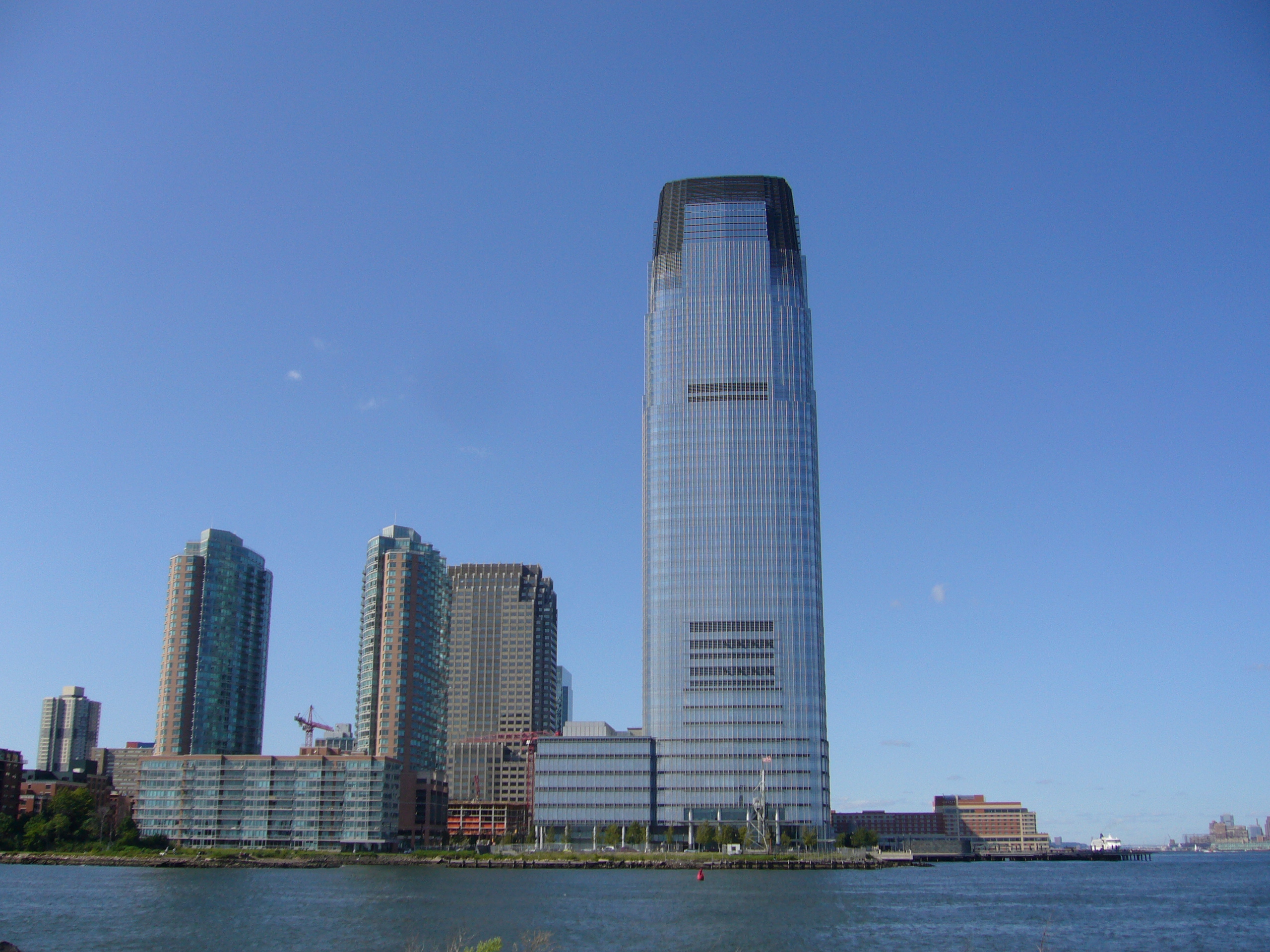
リバティ州立公園から望むゴールドマン・サックス・タワー。右の低層ビルはハイアットリージェンシー。

タワー完成の2年後である2006年、ゴールドマン・サックスはロウワーマンハッタンのワールドフィナンシャルセンターの北側に、当タワーより若干高層となる新タワーの建設を決定した。この新タワーには大規模住宅部門や株式部門が入居する予定である。ゴールドマン・サックス・タワーと新タワーはハドソン川を挟んで向かい合う形になるが、この2つのタワー間を結ぶ社員専用のフェリーが運航される予定である。